# BONES (estudi)
BONES (ボンズ, Bonzu) és un estudi japonès d'anime. Ha produït nombroses sèries, entre les quals s'inclouen: RahXephon, Scrapped Princess, Eureka SeveN, Ouran Koukou Host Club, Darker than Black, Bounen no Xamdou o FullMetal Alchemist.

## Història
L'estudi Bones va ser fundat l'octubre de 1998 pels antics membres de l'estudi Sunrise, Masahiko Minami, Hiroshi Ōsaka i Toshihiro Kawamoto. El seu primer projecte seriós junt amb la col·laboració de Sunrise va ésser Cowboy Bebop: La Pel·lícula, llargmetratge basat en la sèrie d'animació per televisió. Des de llavors l'estudi ha desenvolupat un marcat estil artístic propi i és conegut per la seva capacitat de capacitat d'animar sèries de creació pròpia i guions originals.
L'any 2007 el directiu i cofundador de l'estudi Hiroshi Ōsaka morí un 24 de setembre després d'haver lluitat contra el càncer. Ençà de la mort d'Ōsaka dos nous càrrecs van accedir a la junta directiva de l'estudi: Makoto Watanabe i Takahiro Komori.

## Treballs

### Sèries d'anime per a TV
| Data      | Títol                                    | Títol                                         | Títol                                             |
| Data      | Kana/kanji ·                             | Rōmaji ·                                      | Traducció ·                                       |
| 2000-2001 | 機巧奇傳ヒヲウ戦記                       | Karakuri Kiden Hiwō Senki                     | Els Guerrers Mecànics de la Guerra Hiwō           |
| 2001      | 機動天使エンジェリックレイヤー           | Kidō tenshi Angelic Layer                     | Àngel en Moviment: Angelic Layer.                 |
| 2002      | ラーゼフォン                             | Raazefon                                      | RahXephon                                         |
| 2003      | WOLF'S RAIN                              | WOLF'S RAIN                                   | La Pluja dels Llops                               |
| 2003      | スクラップド・プリンセス                 | Scrapped Princess                             | La Princesa Abandonada                            |
| 2003-2004 | 鋼の錬金術師 FULL METAL ALCHEMIST        | Hagane no Renkinjutsushi FULLMETAL ALCHEMIST  | Full Metal Alchemist: L'Alquimista d'Acer         |
| 2004      | 絢爛舞踏祭 ザ・マーズ・デイブレイク      | Kenran Butōsai, The Mars Daybreak             | Kenran Butousai: La Matinada de Mart              |
| 2004      | KURAU Phantom Memory                     | KURAU Phantom Memory                          | KURAU: Records Fantasma                           |
| 2005-2006 | 交響詩篇エウレカセブン                   | Kōkyō Shihen Eureka Seven                     | Els Salms simfónics: Eureka SeveN                 |
| 2006      | 桜蘭高校ホスト部                         | Ouran Kōkō Host Club                          | El Club de Hosts del Institut Ouran               |
| 2006      | 獣王星                                   | Jyu Oh Sei                                    | El Planeta del Rei Bestia                         |
| 2006-2007 | 天保異聞 妖奇士                          | Tenpō Ibun Ayakashi Ayashi                    | Rondalla Tenpō: Els Supressors d'Espectres Ayashi |
| 2007      | DARKER THAN BLACK -黒の契約者-           | DARKER THAN BLACK - kuro no keiyakusha -      | Darker than Black: El Contractant Negre           |
| 2007      | スカルマン                               | Skull Man                                     | L'Home Calavera                                   |
| 2008      | ソウルイーター                           | Soul Eater                                    | Devorador d'Ànimes                                |
| 2008      | 二十面相の娘                             | Nijū mensō no musume                          | La Filla de Vint Rostres                          |
| 2008      | 亡念のザムド                             | Bōnen no Xamdō                                | El Xam'd dels Records Perduts                     |
| 2009      | 鋼の錬金術師(2009)                       | Hagane no Renkinjutsushi (2009)               | L'Alquimista d'Acer (2009)                        |
| 2009      | 東京マグニチュード8.0                    | Tokyo Magnitude 8.0                           | Tòquio Magnitud 8.0                               |
| 2009      | DARKER THAN BLACK -流星の双子(ジェミニ)- | DARKER THAN BLACK -Ryūsei no Futago (Gemini)- | Darker than Black: Els meteors bessons (Gemini)   |
| 2010      | ヒーローマン                             | Heroman                                       | L'Home Heroi                                      |

### Pel·lícules
| Data | Títol                                         | Títol                                                 | Títol                                                                  |
| Data | Kana/kanji ·                                  | Rōmaji ·                                              | Traducció ·                                                            |
| 2001 | カウボーイビバップ 天国の扉                   | Cowboy Bebop Tengoku no Tobira                        | Cowboy Bebop: La Porta del Cel                                         |
| 2002 | Piaキャロットへようこそ!! -さやかの恋物語-    | Pia kyarotto e yōkoso!! Sayaka no koi monogatari      | Benvinguts a Pia Pastanaga!: La Història d'Amor de la Sayaka           |
| 2003 | ラーゼフォン 多元変奏曲                       | RahXephon Tagen Hensōkyoku                            | RahXephon: Convergència Harmònica                                      |
| 2005 | 劇場版 鋼の錬金術師 シャンバラを征く者        | Gekijōban kō no Renkinjutsushi Shamballa wo yuku mono | L'Alquimista d'Acer, La Pel·lícula: El Conqueridor de Shamballa        |
| 2007 | ストレンヂア 無皇刃譚                         | Sutorenja Mukō hadan                                  | Sword of the Stranger: El Samurai sense Nom                            |
| 2009 | 交響詩篇エウレカセブン ポケットが虹でいっぱい | Kōkyō Shihen Eureka Seven: Pocket ga Niji de Ippai    | Els Salms simfónics: Eureka SeveN. La Bossa Plena d'Arcs de Sant Martí |